# Trogus lapidator
Trogus lapidator är en stekelart som först beskrevs av Fabricius 1787.  Trogus lapidator ingår i släktet Trogus och familjen brokparasitsteklar. Arten är reproducerande i Sverige. Inga underarter finns listade i Catalogue of Life.

## Bildgalleri

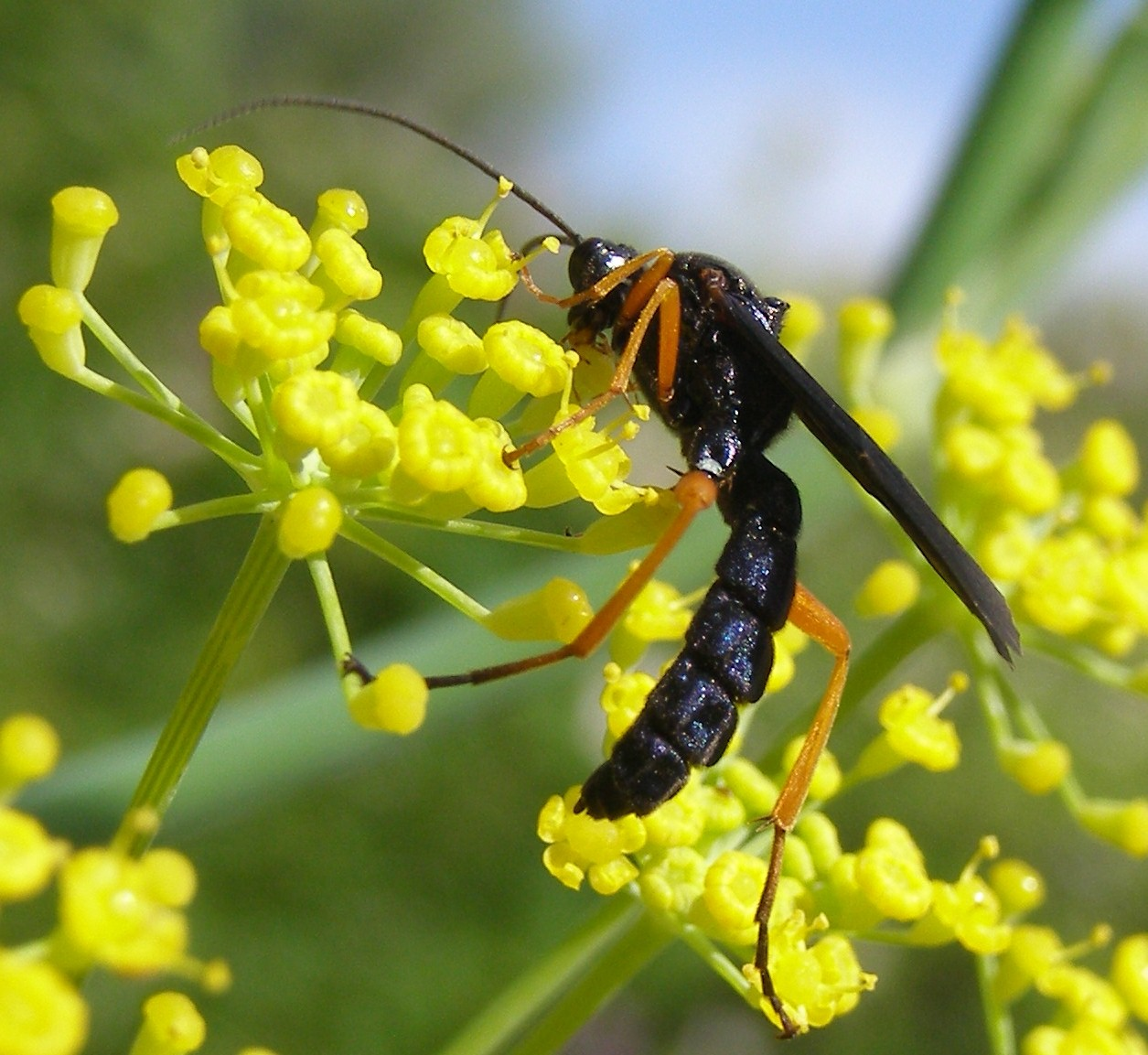
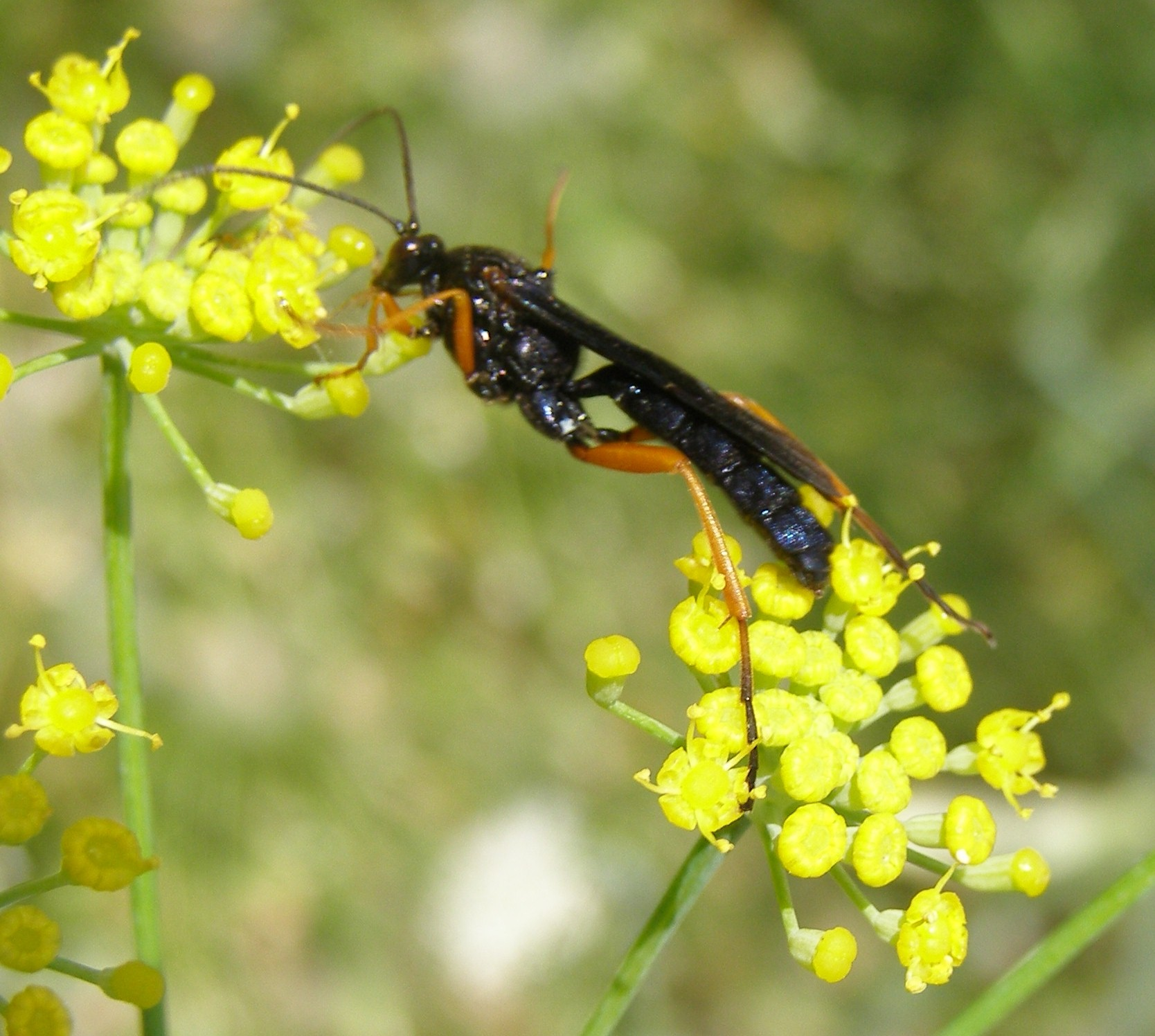
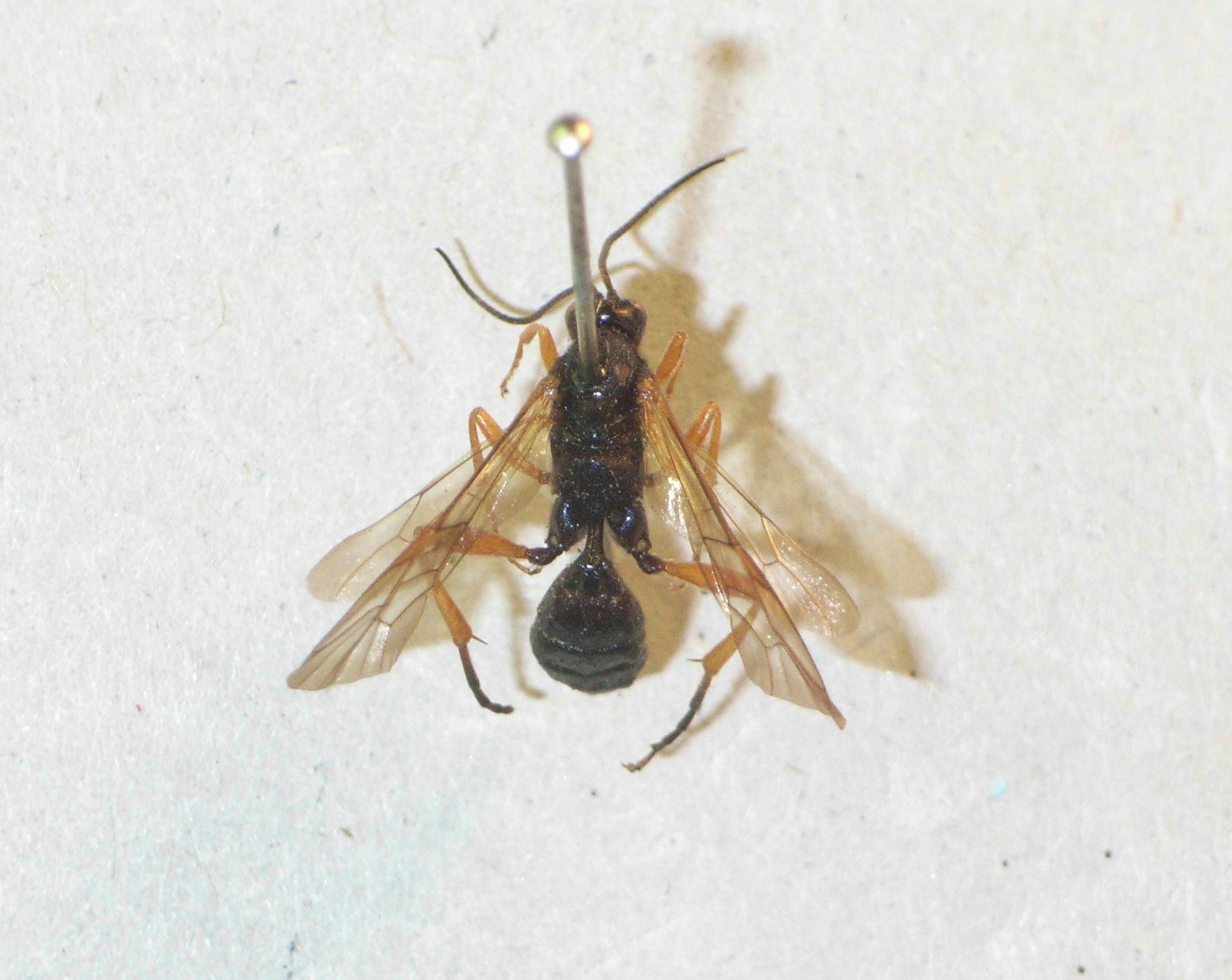